# ЖС серија 641
Локомотива серије 641 је дизел-локомотива у експлоатацији на железницама Србије.
Производња ових локомотива започета је у фирми Ганц Маваг, у Мађарској, од 1960. године. 